# 高峰東天
高峰 東天（たかみね とうてん）は、日本のお笑い芸人。本名∶渡辺 勝吉

## 人物
- 宮城県築館高等学校卒業。
- 八代目三笑亭可楽に入門。
- 田辺一鶴門下へ移籍、「三鶴」と改名。
- 六代目小金井芦州門下で「清州」と改名。
- リーガル天才・秀才門下で「高峰東天・愛天」を結成し、第25回NHK漫才コンクールで準優勝。その時に演じたネタは花神をモチーフとした「珍説・大村益次郎」[1]。「東天・愛天」解散後は「高峰東天・栄天」を結成。
- 晩年はアパートの大家をしており、立川笑二が住んでいた。[2]